# Veikko Huhtanen
Veikko Aarne Aleks Huhtanen (5 de junho de 1919 - 29 de janeiro de 1976) foi um ginasta finlandês. Ele foi o ginasta de maior sucesso nos Jogos Olímpicos de Verão de 1948, levando para casa cinco medalhas, incluindo três de ouro. No evento de cavalo com alças, Huhtanen e dois outros finlandeses, Heikki Savolainen e Paavo Aaltonen, tiveram a mesma pontuação e a medalha de ouro foi dividida entre os três.
Huhtanen conquistou duas medalhas de prata no Mundial de 1950, na barra horizontal e com uma equipe. Internamente, ele conquistou apenas um título individual, na barra horizontal, em 1948. Huhtanen se aposentou após não conseguir se classificar para as Olimpíadas de 1952. Mais tarde, ele trabalhou como operador de máquina em uma fábrica e continuou envolvido com a ginástica como árbitro.